# Méditerranées
Pour plus de détails, voir Fiche technique et Distribution.
Méditerranées est un film français réalisé en 1999 par Philippe Bérenger. Ce film n'a pas été distribué en salle mais il a connu quatre diffusions sur Canal+.

## Synopsis
Vincent Cassel interprète un ex-taulard qui, de retour à Marseille, rencontre, indépendant de sa volonté, des problèmes violents en relation avec les nouvelles conditions de son ancien environnement.

## Fiche technique
- Titre : Méditerranées
- Réalisation : Philippe Bérenger
- Producteur Délégué : Philippe Goldfain
- Musique : Bruno Bertoli
- Société de Production : Ultramarine, Les Films Titien
- Société de distribution : Rocfilms
- Pays d'origine :  France
- Format : couleurs
- Durée : 100 minutes

L'affiche du film, imprimée mais non diffusée, a été créée par Martial Dassonville.

## Distribution
- Vincent Cassel : Pitou
- Enrico Lo Verso: Gilles
- Monica Bellucci : Marguerite
- Richard Bohringer : Ramirez
- Luc Palun : Georges
- Gilbert Melki : J.P.
- Foued Nassah : Rachid
- Ariane Kah : Juliette
- Victor Cavallo : Sergio
- Laurent Labass
- Lara Guirao